# خانه بلور فروش
خانه بلور فروش مربوط به دوره قاجار است و در یزد، خیابان شهیدرجائی، کوچه گاراژناجی واقع شده و این اثر در تاریخ ۲۵ اسفند ۱۳۷۸ با شمارهٔ ثبت ۲۶۰۹ به‌عنوان یکی از آثار ملی ایران به ثبت رسیده است.